# Novoprutivka, Dzerjînsk
Novoprutivka (în ucraineană Новопрутівка) este un sat în comuna Prutivka din raionul Dzerjînsk, regiunea Jîtomîr, Ucraina.

## Demografie
Componența lingvistică a localității Novoprutivka
     Ucraineană (100%)
Conform recensământului din 2001, toată populația localității Novoprutivka era vorbitoare de ucraineană (100%).